# 棒花羊蹄甲
棒花羊蹄甲（学名：Bauhinia claviflora）是豆科羊蹄甲属的植物，为中国的特有植物。分布于中国大陆的云南等地，生长于海拔1,800米的地区，目前尚未由人工引种栽培。